# Ca l'Amorós 2
Ca l'Amorós 2 és una obra eclèctica de Porrera (Priorat) inclosa a l'Inventari del Patrimoni Arquitectònic de Catalunya.

## Descripció
Edifici de planta trapezoïdal, bastit de maçoneria i obra, arrebossat i pintat i cobert per teulada a dos vessants. La façana principal, en angle, presenta tres portes a la planta baixa, un balcó i una finestra al pis i dues finestres a les golfes. La portalada principal, de pedra, amb arc rebaixat i la data, dona accés a un pati obert pel cantó del riu i sosté un terrat. La façana que dona al riu presenta una curiosa galeria, a nivell de les golfes, de vuit arquets sobreaixecats.

## Història
La casa fou construïda arran la urbanització del sector de l'altre costat del riu la segona meitat del segle xix i respon a conceptes estilístics propis de l'època, en moments de puixança abans de la fil·loxera.